# Magnetic Ink Character Recognition

Beispiel für die MICR-Schriftart E-13B

Magnetic Ink Character Recognition (kurz MICR) ist eine spezielle Variante der Erkennung von Zeichen (OCR), wie sie vor allem in den USA zur Verarbeitung von Schecks verwendet wird. Dabei werden die Ziffern in einer speziellen Schriftart namens E-13B und mit einer speziellen Tinte gedruckt, der magnetisierbare Eisen(II,III)-oxid-Partikel beigemengt sind. Mit einem magnetischen Lesegerät können diese Zeichen dann mit einem deutlich höheren Erkennungsgrad und einer höheren Verarbeitungsgeschwindigkeit verarbeitet werden als mit optischen OCR-Verfahren möglich wäre. In Deutschland ist MICR durch die DIN-Norm 66226:1987-09 (Informationsverarbeitung; Codierung maschinell lesbarer Zeichen, MICR und OCR) standardisiert.
In den USA ist die Kennzeichnung von Schecks durch MICR-Aufdruck verpflichtend, und in der Norm ANSI X9.100-20 standardisiert.